# 바단조
바단조(-短調)는 바(F) 음을 으뜸음으로 하는 단음계의 조성이다. 음계는 기본적으로 F, G, A♭, B♭, C, D♭, E♭로 되어있다.

## 음계와 화음 종류
자연단음계, 화성단음계, 가락단음계는 다음과 같다.
브라우저에서 소리 재생을 지원하지 않습니다. 오디오 파일을 다운로드할 수 있습니다.브라우저에서 소리 재생을 지원하지 않습니다. 오디오 파일을 다운로드할 수 있습니다.브라우저에서 소리 재생을 지원하지 않습니다. 오디오 파일을 다운로드할 수 있습니다.
- 으뜸화음 (Im) - F 단화음
- 웃으뜸화음 (IIdim) - G 감화음
- 가온화음 (III) - A𝄫 장화음
- 버금딸림화음 (IVm) - B♭ 단화음
- 딸림화음 (Vm) - C 단화음
- 버금가온화음 (VI) - D♭ 장화음
- 이끎화음 (VII) - E♭ 장화음

## 이 조성의 음악
바단조의 유명한 작품으로는 베토벤의 열정 소나타, 쇼팽의 피아노 협주곡 2번, 발라드 4번, 하이든의 교향곡 49번, 라 파시오네, 차이코프스키의 교향곡 4번 등이 있다.
글렌 굴드(Glenn Gould)는 자신이 어떤 조성이라도 될 수 있다면 바단조가 될 것이라고 말한 적이 있다. 왜냐하면 "복잡함과 안정감의 중간, 직립과 음탕함, 회색과 진한 색조 사이... 어느 정도 경사가 있다"는 것 때문이다.
헤르만 폰 헬름홀츠(Hermann von Helmholtz)는 바단조를 비참하고 우울하다고 묘사한 적이 있다. 크리스티안 슈바르트(Christian Schubart)는 이 조성을 "깊은 우울증, 장례적 애도, 비참한 신음, 무덤에 대한 그리움"으로 묘사했다.

그 외에도 다음과 같이 바단조의 작품이 있다.
- 안토니오 비발디
  - 사계 중 "겨울", RV 297
- 요한 세바스티안 바흐
  - 하프시코드 협주곡 5번
  - "Ich ruf zu dir, Herr Jesu Christ", BWV 639
- 요제프 하이든
  - 교향곡 49번
  - 변주곡 바단조
- 볼프강 아마데우스 모차르트
  - 피가로의 결혼 제4막 중 아리아 "L'ho perduta, me meschina"
  - 기계식 오르간을 위한 환상곡 K.594
- 루트비히 판 베토벤
  - 에그몬트 Op. 84: 서곡
  - 피아노 소나타 1번, Op. 2/1
  - 피아노 소나타 23번 (열정), Op. 57
  - 현악 4중주 11번 (세리오소), Op. 95
- 펠릭스 멘델스존
  - 현악 4중주 6번
- 카를 마리아 폰 베버
  - 클라리넷 협주곡 1번
- 프레데리크 쇼팽
  - 발라드 4번, Op. 52
  - 환상곡 바단조, Op. 49
  - 에튀드 Op. 10, 9번
  - 에튀드 Op. 25, 2번
  - 전주곡 Op. 28, 18번 "Suicide"
  - 피아노 협주곡 2번, Op. 21
  - 녹턴, Op. 55 1번
  - 마주르카, Op. 63, 2번
  - 마주르카, Op. 68, 4번
- 샤를 발랑탱 알캉
  - 전주곡, Op. 31, 2번
  - 피아노 독주를 위한 교향곡, 2악장
- 프란츠 리스트
  - 장송곡
  - 초절기교 연습곡 10번
  - 3개의 연주회용 연습곡, 2번 "La leggierezza"
- 프란츠 슈베르트
  - 환상곡 바단조
  - 즉흥곡 1번, Op. 142
  - 즉흥곡 4번, Op. 142
- 요하네스 브람스
  - 피아노 5중주 Op. 34
  - 피아노 소나타 3번 Op. 5
- 표트르 차이콥스키
  - 교향곡 4번
  - 교향적 환상곡 "템페스트"
- 안톤 브루크너
  - 미사 3번
- 알렉산드르 보로딘
  - 현악 5중주
- 폴 뒤카스
  - 마법사의 제자 (L'apprenti sorcier)
- 레이프 본 윌리엄스
  - English Folk Songs
  - 교향곡 4번
  - 튜바 협주곡
- 드미트리 쇼스타코비치
  - 교향곡 1번
  - 현악 4중주 11번, Op. 122

그 외에도 바로 아래 문단의, 표기가 보다 복잡한 올림마단조의 이명동조로써 그 조성을 대체할 경우에도 바단조가 사용될 수 있다. 기타 자세한 사항은 바로 아래 문단 참고 바람. 

## 올림마단조
올림마단조(-短調)는 올림마(E♯) 음을 으뜸음으로 하는 조성으로, E♯, F, G♯, A♯, B♯, C♯, D♯로 되어있는 단음계이다. 조표에는 총 8개의 올림표가 있으며 이는 1개의 겹올림표와 6개의 단일 올림표를 필요로 한다. 올림마단조의 이명동조로는 바단조가 있으며 대체 표기도 가능하다. 다만 일반적으로 표기가 간단한 이명동조인 바단조로 대체한다. 이명동조인 바단조는 총 4개의 내림표만으로 구성되어 있으므로 표기가 보다 간단하여 일반적으로 선호된다. 따라서 올림마단조는 표기가 보다 간단한 이명동조인 바단조에 비해 사용하기가 비실용적이 될 수 있다. 참고로 바단조는 이러한 올림마단조를 대체할 경우에도 사용될 수 있다. 
올림마단조의 음계는 다음과 같다.
브라우저에서 소리 재생을 지원하지 않습니다. 오디오 파일을 다운로드할 수 있습니다.

바로 위의 음계는 올림마단조의 자연 단음계이다. 한편, 화성 단음계와 가락 단음계로 전환 시엔 필요성에 따라 임시표에 변화표가 기보된다. 올림마단조의 화성 단음계와 가락 단음계는 다음과 같다.
올림마단조 음계의 화음 종류는 다음과 같다.
- 으뜸화음 (Im) - E♯ 단화음
- 웃으뜸화음 (IIdim) - F𝄪 감화음
- 가온화음 (III) - G♯ 장화음
- 버금딸림화음 (IVm) - C♯ 장화음
- 딸림화음 (Vm) - B♯ 단화음
- 버금가온화음 (VI) - C♯ 장화음
- 이끎화음 (VII) - D♯ 장화음

올림마단조는 일반적으로 표기가 보다 단순한 이명동조인 바단조로 대체 사용되긴 하나 이명동조인 바단조를 사용하지 않고도 임시로 쓰일 수도 있다. 바흐의 전주곡과 푸가 3번의 17~22마디에서 일시적으로 사용되었다. 다만 이는 직접적인 조표 형태는 아니었고 임시표 형태로 사용된 것이다.
한편, 제일 보편적인 음률 외의 음률에서는 E♯과 F가 서로 다른 음인 등 이명동음 관계가 완전히 다를 수 있으므로 올림마단조를 그대로 사용해야 할 수도 있다. 예를 들어 제일 보편적인 음률과는 달리 19 평균율에서는 올림마단조 (올림표 8개)의 이명동조는 내림바단조 (내림표 11개)이며 바단조 (내림표 4개)가 아니다.

## 같이 보기
- 화음
- 조표 (음악)
- 조성 (음악)
- 단음계
- 올림마단조
- 바단조
- 조표 (음악) § 겹내림표와 겹올림표